# Nuestra Señora de Sonsoles
Nuestra Señora de Sonsoles es una advocación mariana venerada en la ciudad de Ávila. Hay una fiesta en julio, se celebra  primer domingo de julio, por la proximidad al día 2, fiesta de la visitación de la santísima Virgen, que es el día propio de Nuestra Señora de Sonsoles. Es tradición en Ávila hacer peregrinación hasta el santuario, pidiendo un deseo a la Virgen y al llegar a la puerta descalzarse hasta entrar en la iglesia.

La imagen se asocia con los momentos importantes de la historia de la ciudad desde san Segundo (primer obispo de Ávila en el siglo I), a la Reconquista de la ciudad a los moros. La versión culta de la leyenda considera que el nombre pudo ser debido al paso por este lugar de la comitiva que trasladaba el cuerpo de San Zoilo desde Córdoba a Carrión en el año 1080. Según una historia más popular la imagen se aparece a unos pastorcillos de ovejas y tal resplandor rodea la imagen de la Virgen y el Niño que exclaman «¡Son soles!» y de ahí su nombre. En realidad se desconoce el origen del Santuario. Según Rodríguez Almeida, el nombre de Sonsoles pudo venir de Fons Solis, la fuente del sol. El nombre se derivaría de la fuente del santuario de la que mana agua de excelente calidad y pudo tener un origen romano.

## Las Cofradías
En octubre hay ofrendas que celebran las Cofradías de "La Sierrecilla" "Valle Ambles " y "La Colilla". Estas ofrendas se celebran dando las gracias por la recolección. Dichos actos se llevan celebrando desde hace más de 2 siglos.
"OFRENDA CHICA" - Sierrecilla
La componen 14 pueblos:
1. La Venta
2. Tolbaños
3. La Alameda
4. Cortos
5. Gallegos de San Vicente
6. Saornil de Voltoya
7. San Estebán de los Patos
8. Berrocalejo de Aragona
9. Mediana de Voltoya
10. Bernuy Salinero
11. Vicolozano
12. Urraca Miguel
13. Brieva
14. Escalonilla (Tolbaños)

"OFRENDA GRANDE" - Valle Amblés
La componen 15 pueblos:
1. El Fresno
2. Aldea del Rey Niño
3. Gemuño
4. Cabañas
5. Niharra
6. La Serrada
7. Muñopepe
8. Padiernos
9. Muñogalindo
10. Santa María del Arroyo
11. Duruelo
12. Martiherrero
13. Tornadizos de Ávila
14. Narrillos de San Leonardo
15. Salobral

"ULTIMA OFRENDA" - La Colilla
La compone 1 pueblo:
1. La Colilla

## Romerías a Sonsoles
Josemaría Escrivá de Balaguer y Ricardo Fernández Vallespín realizaron una romería al Santuario de Ntra. Señora de Sonsoles, el 2 de mayo de 1935. Con esta romería nació en el Opus Dei la costumbre de la romería de mayo.